# WIR (Künstlergruppe)
WIR war eine Künstlergruppe, die 1959 von den Malern der Akademie der Bildenden Künste München Florian Köhler, Heino Naujoks und Helmut Rieger gegründet wurde. Weitere Mitglieder wurden 1961   der Maler Reinhold Heller und 1962 der Bildhauer Hans Matthäus Bachmayer. Die Gruppe bildete mit der Gruppe SPUR (1957–1965) den Ausgangspunkt der inzwischen international beachteten Münchner Gruppengenealogie, zu der später noch die aus dem Zusammenhang von SPUR und WIR hervorgegangene GEFLECHT (1965–1968) und KOLLEKTIV HERZOGSTRASSE (1975–1982) hinzukamen.

## Geschichte und Ausrichtung
Die Erneuerung der zeitgenössischen Kunst sollte durch die individuellen Arbeiten erfolgen, die gleichzeitig Ausdruck des Kollektivs sein sollten.
Die am Informel geschulten Künstler orientierten sich anfangs am Barock, insbesondere Peter Paul Rubens. Ab etwa 1962 gewannen durch die SPUR-Mitglieder HP Zimmer und Helmut Sturm die Malerei der CoBrA-Künstler Karel Appel und Asger Jorn an Einfluss. Helmut Rieger und Reinhold Heller fanden wie die CoBrA-Künstler im von Naiver Malerei und Art brut inspirierten Werk von Jean Dubuffet neue Inspiration.
1965 vereinigte sich die Künstlergruppe WIR mit der Münchner Gruppe SPUR zu SPUR-WIR. Aus diesem Zusammenschluss wurde ein Jahr später die Gruppe GEFLECHT.

## Ausstellungen
- 25. Januar – 3. Mai 2015 Gruppe WIR : 1959–1965 Museum Lothar Fischer, Neumarkt in der Oberpfalz
- 22. Mai – 13. September 2015 Kunsthalle Schweinfurt mit 60 Werken

## Initiative-WIR
2024 wurde die Initiative-WIR gegründet mit dem Ziel, sich um die Künstlernachlässe von Florian Köhler, Heino Naujoks, Helmut Rieger, Hans Matthäus Bachmayer und Reinhold Heller zu kümmern. Dabei steht die Bewahrung der Œuvres als kulturelles Erbe und deren wissenschaftliche Aufarbeitung im Vordergrund.